# Justizamt Mudau
Das Justizamt Mudau war eine während der napoleonischen Zeit von 1807 bis 1813 bestehende Verwaltungseinheit im Norden des Großherzogtums Baden.

## Geschichte
Vor Inkrafttreten der Bestimmungen des Reichsdeputationshauptschlusses 1803 war das im östlichen Odenwald gelegene Mudau Sitz einer kurmainzischen Amtsvogtei, die dem Oberamt Amorbach unterstellt war. Ihr Gebiet gehörte anschließend zum Fürstentum Leiningen, bis dieses in Umsetzung der Rheinbundakte mediatisiert und in diesem Bereich der badischen Landeshoheit unterstellt wurde. Im Sommer 1807 wurde Mudau zunächst dem standesherrlichen Amt Buchen zugeteilt. Bereits im Dezember 1807 wurde dieses in drei, als Justizamt titulierte Teile aufgespaltet. Mudau bildete ab da mit den Orten Auerbach, Donebach, Einbach, Langenelz, Limbach, Mörschenhardt, Neubrunn, Oberneudorf, Oberscheidental, Rumpfen, Reisenbach, Scheringen, Schloßau, Steinbach, Stürzenhardt, Unterscheidental und Schöllenbach eine eigene Verwaltungseinheit, die der Landvogtei Miltenberg unterstellt war. Das fälschlicherweise hier genannte Hesselbach hatte zwar ebenfalls zu Leiningen gehört, war aber 1806 an das Großherzogtum Hessen gefallen.
1810 kam noch Hettigenbeuern hinzu, es war als grundherrschaftlicher Ort im Dezember 1807 der Landvogtei direkt unterstellt worden. 1813 wurde das Justizamt Mudau wieder aufgelöst: Hettigenbeuern wurde dem Bezirksamt Walldürn, die übrigen Orte erneut Buchen zugeschlagen.

## Spätere Entwicklung
Aus dem Amt Buchen entwickelte sich später das Bezirksamt Buchen, das 1939 in den Landkreis Buchen überging. Bei der Kreisreform 1973 kamen so die Orte des Amtes Mudau, mit einer Ausnahme, zum Neckar-Odenwald-Kreis. Lediglich das 1872 an das Bezirksamt Eberbach abgetretene Schöllenbach ging bei der Verwaltungszugehörigkeit einen anderen Weg, der ihn über den Landkreis Heidelberg ebenfalls 1973 in den Rhein-Neckar-Kreis führte.